# Navegantes (kommun)
Navegantes är en kommun i Brasilien.   Den ligger i delstaten Santa Catarina, i den södra delen av landet, 1 200 km söder om huvudstaden Brasília. Antalet invånare är 60 588.
Följande samhällen finns i Navegantes:
- Navegantes

I omgivningarna runt Navegantes växer i huvudsak städsegrön lövskog. Runt Navegantes är det tätbefolkat, med 442 invånare per kvadratkilometer.